# Gramos
Gramos (gr. Γράμος, rup. Gramosta) – wieś w Grecji, w gminie Nestorio, położona w regionie Macedonia Zachodnia. Według danych na rok 2011 miejscowość liczyła 18 mieszkańców, a gęstość zaludnienia wyniosła 0,3 os./km2. W 2021 roku populacja zmalała do 10 mieszkańców.
Wieś jest tradycyjną osadą arumuńską, jej nazwa pochodzi od pobliskiego łańcucha górskiego Gramos.